# Nothingface
Cet article concerne le groupe. Pour l'album du groupe Voivod, voir Nothingface (album).
Nothingface est un groupe de nu metal américain, originaire de Washington. Le groupe atteint un succès modéré avec leur single Bleeder (2001) qui atteint la 32e place des Mainstream Rock Charts, et grâce à des tournées avec d'autres groupes comme Soulfly, Pantera, et Ministry, et sa participation au Tattoo the Earth et à l'Ozzfest 2003.

## Biographie

### Débuts etPacifier(1993–1997)
Formé en 1993,, la formation originale du groupe comprend le chanteur David Gabbard, le guitariste Tom Maxwell, le bassiste Bill Gaal et le batteur Chris Houck. Le groupe se lance grâce à une annonce publiée par Chris Houck dans un magazine local appelé Rox Magazine à Baltimore. Tom Maxwell, qui résidait à cette période à Baltimore, contacte Chris. Tom lui envoie une cassette audio sur laquelle il travaillait. Chris, qui vivait avec Bill Gaal à Damascus, dans le Maryland, reçoit la cassette et est impressionné. Ensemble, ils reprennent des chansons de Soundgarden, Alice in Chains, Jane's Addiction.
Ils enregistrent trois cassettes ensemble. Ces démos comprennent des éléments de grunge et hard rock, comparé au son heavy metal pour lequel le groupe sera connu par la suite. Gabbard quitte le groupe en 1995, à cause de la direction musicale dans laquelle se dirigeait Nothingface. À ce stade, Matt Holt endosse le rôle de chanteur. Matt Holt fera partie du groupe Ingredient 17 (de Matt et Tommy Sickles) qui enregistrera chez Chris et Bill à Damascus. Tom Maxwell écoutera ce que faisait Matt au sein d'Ingredient 17, et voudra remplacer Matt par Dave. Le groupe enregistre ensuite son premier album homonyme comprenant dix chansons. DCide découvre par la suite Nothingface, et décide de rééditer l'album avec six chansons issues de leur album Pacifier, qui sera publié en octobre 1996 ,.

### An Audio Guide to Everyday Atrocity(1998–1999)
Le deuxième album du groupe, An Audio Guide to Everyday Atrocity, est publié le 22 septembre 1998 via Mayhem Records. Le groupe se lance en tournée en soutien à l'album aux États-Unis avec Stuck Mojo, Sam Black Church, Helmet et Ministry.

### Violence(2000–2002)
Deux ans plus tard, le groupe publie son troisième album, Violence le 10 octobre 2000. Il comprend le single Bleeder qui atteindra la 32e place des Mainstream Rock Charts. L'album atteint également la 24e place des Top Heatseekers, et la 37e place du Top Independent. Il s'agit de l'album du groupe le mieux vendu, et de leur premier album au label TVT Records. Chris Houck enregistrera les morceaux de batterie sur l'album, mais laissera tomber le groupe à cause de problèmes de santé qui l'empêcheront de tourner. Il est remplacé par Tommy Sickles de la période Ingredient 17 (le groupe de Matt et Tommy, avant Nothingface).
Au début de 2001, Bill Gaal quitte le groupe pour se consacrer à une carrière dans la production et comme ingénieur-son. Il est remplacé par Jerry Montano, ancien membre des Deadlights. Gaal revient quelques mois plus tard. À un an d'intervalle, entre Violence et son nouvel album, Nothingface fait face à des difficultés — un incendie ayant ravagé la maison de Matt Holt, le décès de la mère de Tom Maxwell, et le divorce entre Bill Gaal et sa femme — qui mèneront à une séparation presque imminente.

### Skeletonset séparation (2003–2004)
Le groupe publie son quatrième album, Skeletons, le 22 avril 2003 au label TVT Records. L'album est considéré par la presse spécialisée comme diversifiées, et comprend leurs chansons les plus lourdes et mélodiques. Cet été, le groupe participe à l'Ozzfest.
Nothingface se sépare le 10 février 2004, à cause de divergences musicales, et par manque de soutien de leur label,. Matt Holt explique plus en détail que : « vers la fin de l'Ozzfest, c'était comme si ça allait se terminer à Buffalo, New York, quand ils nous ont laissé à l'arrêt pendant environ neuf heures sans essence... parce qu'ils ont pas financé notre tournée. Sur la route, on paye tout par nous-même, et à l'Ozzfest on est pas payé, alors on les rappelle à l'ordre et ça fait comme si on les faisait chier. Ca n'a aucun sens, parce qu'on joue devant plus de 20 000 personnes par jour ; c'est quoi ce délire ? Alors, je suis allé sur scène et j'ai demandé au public “Tout le monde, faites un doigt”. Ils se sont exécutés. “Hurlez, ‘Va te faire enculer, TVT Records.’”. Quand je suis sorti de scène, il y avait ce gars de TVT qui me disait “Ne refaites plus jamais ça, blah blah. On vous financera la fin de la tournée, vous avez intérêt de la finir...” Alors, on a pris l'agent et on est rentré chez nous en disant, “Allez vous faire mettre, on ne rejouera plus jamais pour TVT.” Mais, on a réalisé qu'on était toujours sous contrat avec TVT, et on s'est alors séparés. »
Bill Gaal formera Kingdom of Snakes avec d'anciens membres du groupe Gunfighter.

### Reformation et seconde séparation (2005–2009)
Le 24 novembre 2005, un message publié sur le site web de Jägermeister annonce Nothingface à un concert de Disturbed en 2006. Y sont présents, Matt Holt, Tom Maxwell, Jerry Montano et Tommy Sickles. le groupe publie deux nouvelles chansons sur Internet, et fait de petites apparitions dans des clubs avec Crossbreed et Silent Civilian,. Plus tard cette même année, le guitariste Tom Maxwell et le bassiste Jerry Montano lancent un groupe appelé Hellyeah avec Vinnie Paul, ex-Pantera et Damageplan, et avec Chad Gray et Greg Tribbett de Mudvayne. Ils publient leur premier album le 10 avril 2007 via Epic Records. Après la sortie de l'album, Jerry Montano est renvoyé du groupe après avoir agressé Tom Maxwell et l'avoir menacé de mort.
Le chanteur Matt Hold meurt le 15 avril 2017 d'une maladie dégénérative dont il souffrait depuis plusieurs années.

## Style musical
Le style musical de Nothingface est décrit comme du heavy metal,,, du metal alternatif,, et du nu metal,. Le premier album du groupe publié en 1996 comprend un style similaire à celui de Korn. Certains critiques considèrent même Nothingface comme un « clone de Korn clone ». Dans leur deuxième album An Audio Guide to Everyday Atrocity, ils abandonnent ce son et jouent du heavy metal et du metal alternatif, styles pour lesquels ils seront ensuite reconnus,.

## Membres

### Derniers membres
- Matt Holt – chant (1995–2004, 2005–2009)
- Tom Maxwell – guitare (1993–2004, 2005–2009)
- Bill Gaal – basse, programmation, chœurs (1993–2001, 2001–2004, 2008–2009)
- Chris Houck – batterie (1993–2000, 2008–2009)

### Anciens membres
- David Gabbard – chant (1993–1995)
- Jerry Montano – basse (2001, 2005–2007)
- Tommy Sickles – batterie (2000–2004, 2005–2007)

## Discographie

### Albums studio
- 1993 : Nothingface Demos (démo)
- 1995 : Nothingface
- 1997 : Pacifier
- 1998 : An Audio Guide to Everyday Atrocity
- 2000 : Violence
- 2003 : Skeletons

### Clips
- Pacifier
- Defaced
- Breathe Out
- Ether